# Гай Гавриел Кай
Гай Гавриел Кай (на английски: Guy Gavriel Kay) е канадски писател на фентъзи.

## Биография и творчество
Гай Гавриел Кай е роден на 7 ноември 1954 г. в Уейбърн, Канада и израства в Уинипег. Започва писателската си кариера като студент, когато се свързва с Кристофър Толкин, синът на Дж. Р. Р. Толкин, и му помага в редактирането на непубликуваната дотогава творба Силмарилион на баща му.
Първото му произведение е романът Лятното дърво от трилогията Фионавар.

### Трилогия „Фионавар“ (Fionavar Tapestry)
Трилогия разказваща за пътешествията на петима души от съвременния свят в друго измерение. И трите части са издадени от ИК „Ера“ между 2002 и 2003 година.
- Лятното дърво (1984) (The Summer Tree)
- Скитащият огън (1986) (The Wandering Fire)
- Най-тъмният път (1986) (The Darkest Road)

### Романи
- Лъвовете на Ал-Расан (1995) (The Lions of Al-Rassan), издадена през 2002 от ИК „Бард“ под номер 93 от поредицата Избрана световна фантастика
- Tigana (1990)
- A Song for Arbonne (1992)
- Пътуване към Сарантион (1998) (Sailing to Sarantium), издадена през 2007 от ИК „Бард“ е книга първа от двутомната поредица Сарантийската мозайка
- Бог на императори (2000) (Lord of Emperors) е книга втора от Сарантийската мозайка издадена на български в края на 2007 от ИК „Бард“
- The Last Light of the Sun (2003)
- Ysabel (2007)
- Under Heaven (2010)
- River of stars (2013)

## Други творби
- Beyond this Dark House(2003) – сборник с поеми